# Paecilaema ypsilon
Paecilaema ypsilon is een hooiwagen uit de familie Cosmetidae.